# Sióagárd, Tolna
Sióagárd  este un sat în districtul Szekszárd, județul Tolna, Ungaria, având o populație de 1.288 de locuitori (2011). 

## Demografie
Componența etnică a satului Sióagárd
     Maghiari (89,59%)
     Germani (9,85%)
     Necunoscut (0,24%)
     Români (0,32%)
     Alții (0,24%)
Componența confesională a satului Sióagárd
     Romano-catolici (62,11%)
     Fără religie (11,02%)
     Reformați (3,96%)
     Necunoscută (21,58%)
     Alte religii (1,71%)
Conform recensământului din 2011, satul Sióagárd avea 1.288 de locuitori. Din punct de vedere etnic, majoritatea locuitorilor (89,59%) erau maghiari, cu o minoritate de germani (9,85%). Apartenența etnică nu este cunoscută în cazul a 0,24% din locuitori.  Din punct de vedere confesional, majoritatea locuitorilor (62,11%) erau romano-catolici, existând și minorități de persoane fără religie (11,02%) și reformați (3,96%). Pentru 21,58% din locuitori nu este cunoscută apartenența confesională.